# El último piso
El último piso es una película argentina en blanco y negro dirigida por Daniel Cherniavsky según el guion de Tomás Eloy Martínez y Augusto Roa Bastos sobre la novela de Jorge Masciangoli que se estrenó el 5 de junio de 1962 y que tuvo como protagonistas a Ubaldo Martínez, Santiago Arrieta, María Luisa Robledo, Lydia Lamaison, Inda Ledesma, Ignacio Quirós y Norma Aleandro. Fue la última película de Santiago Arrieta y el primer largometraje del director. María Luisa Robledo actúa junto a su hija Norma Aleandro.

## Sinopsis
Una familia proletaria se ve obligada a compartir una pieza con otra familia.

## Reparto
Participaron del filme los siguientes intérpretes:
- Ubaldo Martínez
- Santiago Arrieta
- María Luisa Robledo
- Lydia Lamaison
- Inda Ledesma
- Ignacio Quirós
- Norma Aleandro
- Beatriz Fabre
- Carlos Olivieri
- José De Ángelis
- Raúl Luar
- Jorge Monteagudo
- Martha Roldán
- Martín Andrade

## Comentarios
Jorge Miguel Couselo opinó: 

«Los guionistas optaron por la narración quebrada, no lineal, entreviendo en ella una dimensión anímica… Esa distorsión del tiempo vale como búsqueda, mas no se concreta en una unidad narrativa… La excelente Norma Aleandro está en el comienzo de su carrera fílmica: es una personalidad que se insinúa, desconcertada aún por el cine y por su personaje».

La Nación dijo: 

«No obstante la falta de vigor narrativo que acusa por momentos y a pesar de ciertos excesos formales… representa dentro del actual cine argentino un esfuerzo».

Por su parte, Manrupe y Portela escriben: 

«Estudio social que pone más énfasis en la descripción de lo promiscuo que en lo dramático. Con fallas, pero llamativamente amargo y con buenas intenciones».